# Breistroff-la-Grande
Breistroff-la-Grande är en kommun i departementet Moselle i regionen Grand Est (tidigare regionen Lorraine) i nordöstra Frankrike. Kommunen ligger i kantonen Cattenom som tillhör arrondissementet Thionville-Est. År 2022 hade Breistroff-la-Grande 853 invånare.

## Befolkningsutveckling
Antalet invånare i kommunen Breistroff-la-Grande
| Referens: INSEE |